# در میان ویرانه‌ها
در میان ویرانه‌ها (عربی مصری: بين الأطلال) یک فیلم به کارگردانی عزالدین ذوالفقار است که در سال ۱۹۵۹ منتشر شد. از بازیگران آن می‌توان به فاتن حمامه و عماد حمدی وصلاح ذوالفقار اشاره کرد.